# Качань
Качань (серб. Качањ / Kačanj) — село в общине Билеча Республики Сербской Боснии и Герцеговины. В настоящее время село необитаемо.

## Население[3]
Население по годам:
- 1961 год — 42 человека;
- 1971 год — 43 человека;
- 1981 год — 37 человек (все сербы);
- 1991 год — 24 человека (все сербы).

## Известные уроженцы
- Душан (Гачинович) (1844—1923), игумен и архимандрит Сербской православной церкви
- Владимир Гачинович (1890—1917), сербский писатель и революционер
- Воислав Гачинович (1896—1980), сербский народный депутат, священник Сербской православной церкви